# 도요타촌 (나가노현 시모미노치군)
도요타촌(일본어: 豊田村)은 일본 나가노현 시모미노치군에 있던 촌이다. 합병으로 나카노시 도요타지구가 되어있다.

## 지리
나가노현의 북부에 위치해 동쪽은 센마가와를 사이에 두고 옛 나카노시와 이웃하고 있었다.

## 역사
- 1956년 9월 30일 - 도요이촌, 나가타촌이 합병해 성립하였다.
- 2005년 4월 1일 - 구 나카노시와 합병해 새로운 나카노시가 성립하였다. 동일 도요타촌은 폐지되었다.

## 교통

### 철도
- 동일본 여객철도 이야마 선

### 도로
- 국도 117호선